# آشالی
آشالی (به لاتین: Ashali) یک منطقهٔ مسکونی در روسیه است که در داغستان واقع شده‌است. آشالی ۸۱۵ نفر جمعیت دارد.